# Chặng đua GP Tây Ban Nha 2020
Chặng đua GP Tây Ban Nha 2020 (tên chính thức là Formula 1 Aramco Gran Premio de España 2020) là chặng đua thứ 6 của Giải đua xe Công thức 1 2020. Chặng đua diễn ra từ ngày 14 đến 16 tháng 08 năm 2020 tại trường đua Circuit de Barcelona-Catalunya, Tây Ban Nha. Người chiến thắng là Lewis Hamilton của đội đua Mercedes.

## Diễn biến chính
Lewis Hamilton xuất phát từ vị trí pole và đã có một chiến thắng áp đảo. Người về nhì là Max Verstappen đã vượt Valtteri Bottas ở pha xuất phát.
Sau chặng đua, Hamilton vững vàng ngôi đầu BXH với 132 điểm.

## Kết quả
| Stt                                                         | Số xe | Tay đua            | Đội đua                   | Lap | Thời gian   | Xuất phát | Điểm |
| ----------------------------------------------------------- | ----- | ------------------ | ------------------------- | --- | ----------- | --------- | ---- |
| 1                                                           | 44    | Lewis Hamilton     | Mercedes                  | 66  | 1:31:45.279 | 1         | 25   |
| 2                                                           | 33    | Max Verstappen     | Red Bull Racing-Honda     | 66  | +24.177     | 3         | 18   |
| 3                                                           | 77    | Valtteri Bottas    | Mercedes                  | 66  | +44.752     | 2         | 16   |
| 4                                                           | 18    | Lance Stroll       | Racing Point-BWT Mercedes | 65  | +1 lap      | 5         | 12   |
| 5                                                           | 11    | Sergio Pérez       | Racing Point-BWT Mercedes | 65  | +1 lap      | 4         | 10   |
| 6                                                           | 55    | Carlos Sainz Jr.   | McLaren-Renault           | 65  | +1 lap      | 7         | 8    |
| 7                                                           | 5     | Sebastian Vettel   | Ferrari                   | 65  | +1 lap      | 11        | 6    |
| 8                                                           | 23    | Alexander Albon    | Red Bull Racing-Honda     | 65  | +1 lap      | 6         | 4    |
| 9                                                           | 10    | Pierre Gasly       | AlphaTauri-Honda          | 65  | +1 lap      | 10        | 2    |
| 10                                                          | 4     | Lando Norris       | McLaren-Renault           | 65  | +1 lap      | 8         | 1    |
| 11                                                          | 3     | Daniel Ricciardo   | Renault                   | 65  | +1 lap      | 13        |      |
| 12                                                          | 26    | Daniil Kvyat       | AlphaTauri-Honda          | 65  | +1 lap      | 12        |      |
| 13                                                          | 31    | Esteban Ocon       | Renault                   | 65  | +1 lap      | 15        |      |
| 14                                                          | 7     | Kimi Räikkönen     | Alfa Romeo Racing-Ferrari | 65  | +1 lap      | 14        |      |
| 15                                                          | 20    | Kevin Magnussen    | Haas-Ferrari              | 65  | +1 lap      | 16        |      |
| 16                                                          | 99    | Antonio Giovinazzi | Alfa Romeo Racing-Ferrari | 65  | +1 lap      | 20        |      |
| 17                                                          | 63    | George Russell     | Williams-Mercedes         | 65  | +1 lap      | 18        |      |
| 18                                                          | 6     | Nicholas Latifi    | Williams-Mercedes         | 64  | +2 laps     | 19        |      |
| 19                                                          | 8     | Romain Grosjean    | Haas-Ferrari              | 64  | +2 laps     | 17        |      |
| Ret                                                         | 16    | Charles Leclerc    | Ferrari                   | 38  | Electrical  | 9         |      |
| Fastest lap: Valtteri Bottas (Mercedes) – 1:18.183 (lap 66) |       |                    |                           |     |             |           |      |

Nguồn: Trang chủ Formula1

## BXH sau chặng đua
|         | Stt | Tay đua         | Điểm |
| ------- | --- | --------------- | ---- |
|         | 1   | Lewis Hamilton  | 132  |
|         | 2   | Max Verstappen  | 95   |
|         | 3   | Valtteri Bottas | 89   |
|         | 4   | Charles Leclerc | 45   |
| 1       | 5   | Lance Stroll    | 40   |
| Source: |     |                 |      |

|         | Stt | Đội đua                   | Điểm |
| ------- | --- | ------------------------- | ---- |
|         | 1   | Mercedes                  | 221  |
|         | 2   | Red Bull Racing-Honda     | 135  |
| 2       | 3   | Racing Point-BWT Mercedes | 63   |
|         | 4   | McLaren-Renault           | 62   |
| 2       | 5   | Ferrari                   | 61   |
| Source: |     |                           |      |